# Rungia burmanica
Rungia burmanica är en akantusväxtart som först beskrevs av Charles Baron Clarke, och fick sitt nu gällande namn av B. Hansen. Rungia burmanica ingår i släktet Rungia och familjen akantusväxter. Inga underarter finns listade i Catalogue of Life.